# Armand Faulat
Pour les articles homonymes, voir Faulat.
Jean André Armand Faulat, né à Bordeaux le 22 juin 1897 et mort à Bordeaux le 18 octobre 1970, est un industriel et homme politique français. Il est connu pour avoir été le dernier maire de Caudéran avant son rattachement à Bordeaux en 1965.

## Biographie
Armand Faulat est le fils de Pierre Edmond Faulat, maire d'Ambarès de 1919 à 1941, et le petit-fils de Pierre Armand Faulat, architecte et inspecteur du Grand-Palais.
Il fonde en 1910, à l'âge de quatorze ans, l'Union sportive ambarèsienne.
Engagé volontaire pendant la Première Guerre mondiale, il est élève à Saint-Maixent avant d'être incorporé au 144e régiment d'infanterie comme caporal, puis comme sous-lieutenant dans le 367e régiment d'infanterie en avril 1917. Fait prisonnier le 28 juin 1917 à Verdun, il s'évade en 1918 du camp de prisonniers de Hameln en Allemagne. Dès 1919, il est affecté à l'état-major du Général Nivelle en Algérie.
En 1928, il crée le club de rugby des Arlequins Bordelais et aménage boulevard Jean-Jacques Bosq à Caudéran un terrain de sports. Il participera aux compétitions sportives jusqu'en 1937.
Engagé dans la résistance, au grade de capitaine puis de commandant (chef de bataillon), il crée le groupe de FFI appelé "Talus" qui contribuera à la libération de Bordeaux en août 1944. Il sera par la suite le président de l'Amicale des Patriotes et Résistants de Caudéran.
En 1945, il rentre au conseil municipal de Caudéran, puis il est élu maire en octobre 1947 sur les listes gaullistes du RPF, et conseiller général en 1955. Il restera maire de la commune jusqu'en février 1965, date à laquelle il rattachera, avec Jacques Chaban-Delmas, Caudéran à Bordeaux,.
Propriétaire de scieries au milieu des années 1920, directeur de la Grande scierie du Sud-Ouest, il est président du Syndicat des Exploitants Scieurs et Industriels du Bois de la Gironde, président de la Fédération de la Forêt de Gascogne jusqu'en 1961 et vice-président de la Fédération nationale du bois. Sa participation à la lutte contre les incendies de la forêt des Landes de 1949 lui vaut la visite et les remerciements du Général de Gaulle en septembre de la même année,.
Son domicile bordelais de 1953 à sa mort est le château "Génesta", 49 rue Victor-Hugo, dont les parties les plus anciennes dataient du XVIIe siècle. Il laisse son nom à un square de Bordeaux situé le long de la rue Pasteur.